# Африканската кралица
„Африканската кралица“ (на английски: The African Queen) е американски филм, драма от 1951 година. В главните роли са Хъмфри Богарт и Катрин Хепбърн. Режисьор е Джон Хюстън. Филмът се счита за американска класика. През 1998 година е поставен на 17-о място в списъка на 100-те най-добри американски филми на всички времена. През 1994 г. филмът е избран за съхранение в Националния филмов регистър на САЩ към Библиотеката на Конгреса като „културно, исторически или естетически значим“. Хъмфри Богарт печели Оскар за най-добра мъжка роля.

## Сюжет
Германска Източна Африка, септември 1914 г. По време на Първата световна война пристрастеният към чашката капитан Чарли (носителят на „Оскар“ Хъмфри Богарт) и консервативната мисионерка Роуз (носителката на четири награди „Оскар" Катрин Хепбърн) са принудени да се впуснат заедно в рискована речна експедиция в дивата африканска джунгла, а се държат така, сякаш все още са в добрата стара Англия. По пътя двамата герои се сблъскват с много тропически опасности, срещат атаки на германските войски и преживяват изненадващ романс

## В ролите
| Актьор         | Роля                               |
| -------------- | ---------------------------------- |
| Хъмфри Богарт  | Чарли Олнат                        |
| Катрин Хепбърн | Роуз Сейер                         |
| Робърт Морли   | Самуел Сейер                       |
| Питър Бул      | Капитанът на Кьонигин Луизе        |
| Теодор Байкел  | първият служител на Кьонигин Луизе |
| Уолтър Готел   | вторият служител на Кьонигин Луизе |
| Питър Суонуик  | първият офицер от Форт Шона        |
| Ричард Марнър  | вторият офицер от Форт Шона        |

## В България
На 26 януари 2014 г. е излъчен по FOX с български дублаж, записан в Доли Медия Студио. Екипът се състои от:
| Преводач           | Левка Грозданова                                    |
| Тонрежисьор        | Ангелия Вихрова                                     |
| Озвучаващи артисти | Таня Димитрова Росен Плосков Марин Янев Илиян Пенев |